# Żurawica (stacja kolejowa)
Żurawica – stacja kolejowa PKP Polskich Linii Kolejowych znajdująca się w Żurawicy, w województwie podkarpackim, w Polsce.
W obrębie stacji znajdują się dwa przystanki osobowe: Żurawica Osobowa (pasażerska część stacji - w skład wschodzi jeden, jednokrawędziowy, 200-metrowy peron) oraz Żurawica Rozrządowa.

## Ruch pasażerski
| Rok  | Wymiana pasażerska na dobę |
| ---- | -------------------------- |
| 2017 | 100-49                     |
| 2022 | 200-299                    |

## Połączenia
Z pasażerskiej części stacji można dojechać elektrycznymi pociągami regionalnymi do Przemyśla, Jarosławia, Przeworska, Rzeszowa, Dębicy oraz Tarnowa.
| Linia | Przewoźnik | Trasa                                                                                |
| REG   | POLREGIO   | Tarnów – Dębica – Rzeszów Główny – Przeworsk – Jarosław – Żurawica – Przemyśl Główny |
| REG   | POLREGIO   | Rzeszów Główny – Przeworsk – Jarosław – Żurawica – Przemyśl Główny – Medyka          |